# Fiyi en la Copa Mundial de Rugby de 2015
La Selección de rugby de Fiyi fue uno de los 20 participantes de la Copa Mundial de Rugby de 2015 que se realizó en Inglaterra.
Fue la séptima participación de los Flying Fijians en la Copa Mundial de Rugby.

## Plantel
El 21 de agosto de 2015 se anunció la selección de 31 jugadores de Fiyi para la Copa del Mundo de Rugby de 2015.
El 25 de septiembre, Timoci Nagusa fue llamado al equipo para reemplazar a Waisea Nayacalevu después de sufrir una lesión durante el partido de Fiyi contra Australia.
El 27 de septiembre, Taniela Koroi fue llamado al equipo para reemplazar a Isei Colati después de que sufriera una lesión durante el partido de Fiyi contra Australia.
| Jugador               | Posición       | Fecha de nacimiento      | Encuentros | Club               |
| --------------------- | -------------- | ------------------------ | ---------- | ------------------ |
| Sunia Koto            | hooker         | 15 de abril de 1980      | 46         | Narbonne           |
| Talemaitoga Tuapati   | hooker         | 16 de agosto de 1984     | 31         | Provence           |
| Viliame Veikoso       | hooker         | 4 de abril de 1982       | 32         | Doncaster          |
| Lee-roy Atalifo       | pilar          | 10 de mayo de 1988       | 4          | Suva               |
| Isei Colati           | pilar          | 23 de diciembre de 1983  | 9          | Nevers             |
| Taniela Koroi         | pilar          | 8 de febrero de 1990     | 3          | Mogliano           |
| Campese Ma'afu        | pilar          | 19 de diciembre de 1984  | 39         | Provence           |
| Peni Raval            | pilar          | 16 de junio de 1990      | 13         | Nadroga            |
| Manasa Saulo          | pilar          | 6 de abril de 1989       | 27         | Timișoara Saracens |
| Tevita Cavubati       | segunda línea  | 12 de agosto de 1987     | 12         | Waimea Old Boys    |
| Leone Nakarawa        | segunda línea  | 2 de febrero de 1988     | 35         | Glasgow            |
| Api Ratuniyarawa      | segunda línea  | 23 de enero de 1983      | 18         | Agen               |
| Nemia Soqeta          | segunda línea  | 4 de marzo de 1985       | 9          | Biarritz           |
| Akapusi Qera (c.)     | ala            | 24 de abril de 1984      | 51         | Montpellier        |
| Malakai Ravulo        | ala            | 22 de septiembre de 1983 | 36         | Steaua București   |
| Dominiko Waqaniburotu | ala            | 20 de abril de 1986      | 27         | Brive              |
| Peceli Yato           | ala            | 17 de enero de 1993      | 6          | Clermont           |
| Sakiusa Matadigo      | Número 8       | 8 de agosto de 1982      | 22         | Lyon               |
| Netani Talei          | Número 8       | 19 de marzo de 1983      | 33         | Harlequins         |
| Nemia Kenatale        | medio scrum    | 21 de enero de 1986      | 37         | Steaua București   |
| Nikola Matawalu       | medio scrum    | 8 de marzo de 1989       | 28         | Bath               |
| Henry Seniloli        | medio scrum    | 15 de junio de 1989      | 10         | sin club           |
| Josh Matavesi         | medio apertura | 5 de octubre de 1990     | 16         | Ospreys            |
| Ben Volavola          | medio apertura | 13 de enero de 1991      | 9          | Crusaders          |
| Levani Botia          | centro         | 28 de abril de 1988      | 7          | La Rochelle        |
| Vereniki Goneva       | centro         | 5 de abril de 1984       | 39         | Leicester          |
| Gabiriele Lovobalavu  | centro         | 20 de junio de 1985      | 22         | Sin club           |
| Nemani Nadolo         | wing           | 31 de enero de 1988      | 23         | Crusaders          |
| Timoci Nagusa         | wing           | 14 de julio de 1987      | 24         | Montpellier        |
| Waisea Nayacalevu     | wing           | 26 de junio de 1990      | 13         | Stade Français     |
| Asaeli Tikoirotuma    | wing           | 24 de junio de 1986      | 17         | London Irish       |
| Kini Murimurivalu     | zaguero        | 15 de mayo de 1989       | 13         | La Rochelle        |
| Metuisela Talebula    | wing           | 20 de mayo de 1991       | 19         | Bordeaux Bègles    |

## Partidos de preparación
- Fiyi participó en la Pacific Nations Cup 2015 como preparación al torneo.

| 6 de septiembre de 2015 | Canadá | 18 - 47 | Fiyi |  |  |

## Participación

### Grupo A
| Posición | Selección  | Partidos | Partidos | Partidos  | Partidos | Tries a favor | Tantos  | Tantos    | Tantos     | Puntos extra | Puntos |
| Posición | Selección  | Jugados  | Ganados  | Empatados | Perdidos | Tries a favor | A favor | En contra | Diferencia | Puntos extra | Puntos |
| -------- | ---------- | -------- | -------- | --------- | -------- | ------------- | ------- | --------- | ---------- | ------------ | ------ |
| 1        | Australia  | 4        | 4        | 0         | 0        | 17            | 141     | 35        | 106        | 1            | 17     |
| 2        | Gales      | 4        | 3        | 0         | 1        | 11            | 111     | 62        | 49         | 1            | 13     |
| 3        | Inglaterra | 4        | 2        | 0         | 2        | 16            | 133     | 75        | 58         | 3            | 11     |
| 4        | Fiyi       | 4        | 1        | 0         | 3        | 10            | 84      | 101       | -17        | 1            | 5      |
| 5        | Uruguay    | 4        | 0        | 0         | 4        | 2             | 30      | 226       | -196       | 0            | 0      |

| 18 de septiembre de 2015 | Inglaterra | 35 - 11 (18-8) | Fiyi                                               | Twickenham Stadium, Londres,                                        |                                                                     |
| 20.00h (GMT)             | Tries: Ensayo de castigo 13'c Brown 22', 72'c Vunipola 80'c Conversiones: Ford (1/2) 13' Farrell (2/2) 73', 80' Penales: Ford 3', 34' Farrell 68' | Reporte        | Tries: Nadolo 30' Penales: Nadolo 30' Volavola 64' | Asistencia: 80.015 espectadores Árbitro(s): Jaco Peyper (Sudáfrica) | Asistencia: 80.015 espectadores Árbitro(s): Jaco Peyper (Sudáfrica) |

| 23 de septiembre de 2015 | Australia                                                                               | 28 - 13 (18-3) | Fiyi                                                                     | Millenium Stadium, Cardiff,                                              |                                                                          |
| 16.45h (GMT)             | Tries: Pocock 26', 31' Kepu 43'c Conversiones: Foley (2/3) Penales: Foley 10', 380, 70' | Reporte        | Tries: Volavola 60'c Conversiones: Nadolo (1/1) Penales: Nadolo 21', 47' | Asistencia: 67.253 espectadores Árbitro(s): Glen Jackson (Nueva Zelanda) | Asistencia: 67.253 espectadores Árbitro(s): Glen Jackson (Nueva Zelanda) |

| 1 de octubre de 2015 | Gales | 23 - 13 (17-6) | Fiyi                                                                                  | Millenium Stadium, Cardiff,                                      |                                                                  |
| 12:45                | Tries: G. Davies 7' c Baldwin 32' c Conversiones: Biggar (2/2) 8', 34' Penales: Biggar (3/3) 21', 55', 69' | Reporte        | Tries: Goneva 49' c Conversiones: Volavola (1/1) 50' Penales: Volavola (2/4) 14', 38' | Asistencia: 71.576 espectadores Árbitro(s): John Lacey (Irlanda) | Asistencia: 71.576 espectadores Árbitro(s): John Lacey (Irlanda) |

| 6 de octubre de 2015 | Fiyi | 47 - 15 (26-10) | Uruguay | Stadium MK, Milton Keynes,                                        |                                                                   |
| 16:00                | Tries: Penalty try (2) 3' c, 27' c Kenatale 8' m Nakarawa 38' c Cavubati 64' c Murimurivalu 66' c Nadolo 79' c Conversiones: Nadolo (6/7) 3', 28', 39', 65', 66', 80 | Reporte         | Tries: Arboleya 17' c Ormaechea 58' m Conversiones: Ormaechea (1/2) 18' Penales: Durán (1/1) 15' Ormaechea (0/1) | Asistencia: 30.048 espectadores Árbitro(s): JP Doyle (Inglaterra) | Asistencia: 30.048 espectadores Árbitro(s): JP Doyle (Inglaterra) |